# Montagne au Chaudron
Montagne au Chaudron (en néerlandais: Ketelberg) est une voie bruxelloise de la commune de Woluwe-Saint-Pierre en impasse qui débute avenue Jan Olieslagers sur une longueur totale de 220 mètres.